# Хоффнер, Гарри
Гарри Хоффнер (англ. Harry Angier Hoffner; 27 ноября 1934 — 10 марта, 2015) — американский хеттолог, один из составителей «Чикагского словаря хеттского языка».

## Обучение и карьера
Гарри Хоффнер родился в Джэксонвилле, Флорида. Окончил в 1956 году со степенью бакалавра (медицинское направление) Принстонский университет, в 1960 году — Далласкую духовную семинарию, в 1961 году получил степень магистра (область изучения истории древнего Средиземноморья), а затем в 1963 году докторскую степень в Брандейском университете.
С 1963 по 1964 год преподавал иврит и библеистику в Уитонском колледже, затем вернулся в Брандейский университет, где вёл занятия по древним языкам Ближнего Востока. С 1969 года преподавал ассирологию и хеттологию в Йеле, с 1974 года — хеттологию в Чикагском университете.
Совместно с Гансом Густавом Гютербоком создал в 1976 году «Чикагский словарь хеттского языка», исполнительным редактором являлся до конца своей карьеры в 2000 году.
Скончался Гарри Хоффнер 10 марта 2015 года во время отпуска в Хилтон-Хед-Айленде на 80 году жизни. У него остались от супруги Уинфред два сына Дэвид и Ли, дочь Карен Уокер.

## Труды
- The Laws of the Hittites. Univ. Diss. Ann Arbor, 1964.
- An English-Hittite Glossary. Paris, 1967.
- Alimenta Hethaeorum (American Oriental Series 55). New Haven, 1974.
- Hittite Myths. Atlanta, 1990.
- The Laws of the Hittites, A Critical Edition (Documenta et Monumenta Orientis Antiqui 23) Leiden, 1997.